# هیلستون
latitudeهیلستونlongitudeهیلستون
هیلستون (به انگلیسی: Hilston) یک روستا در بریتانیا است که در ریدینگ شرقی یورک‌شر واقع شده‌است.
این روستا در ۲۴۹ کیلومتری شهر لندن قرار دارد.